# Jorge Souza
Jorge Alfonso Souza Jauffred es un poeta, lingüista, ensayista y periodista mexicano. 
Actualmente es profesor Lingüista de la Universidad de Guadalajara, en donde se ha desempeñado como Coordinador del Centro de Investigaciones Filológicas y, desde 2018, como coordinador de la Cátedra de Poesía y Periodismo Cultural "Hugo Gutiérrez Vega".
Es autor de más de 25 libros de poesía propia, de antologías de poesía y ensayo. Recibió en 2015 el Premio Jalisco en Letras, entre otros reconocimientos que ha merecido a lo largo de su carrera.
Según la Enciclopedia Temática de Jalisco, "Jorge Souza es un poeta de largo aliento. Su verso es frontera entre la prosa poética y el encabalgamiento y siempre centro de lo fundacional. Su palabra es la destinada al re inicio, al re nacer. Poeta medidor de la musicalidad del verso y la tensión, donde el silencio es la tregua necesaria con el nómada que siempre hemos sido."
•	El poeta Hugo Gutiérrez Vega ha escrito que “El mundo está lleno de señales […] pero la prisa, el tumulto y la furia no nos permiten escucharlas. Souza las escucha y, guiado por ellas, va nombrando las cosas del mundo y los signos casi ocultos que hablan a la piel y hacen volar las aves sobre el cuerpo.”
•	Para Eduardo Langagne, “Souza propone una voz que al mismo tiempo canta y reflexiona; poesía pensante, decidida a buscar la coloratura de la voz poética y su buena colocación, connotativa y armónica […] El contraste con su vocación íntima sotto voce, es resuelto por medio de metáforas aliñadas o conceptos claros que brindan tonos de expresión diversos y conmovedores.
•	Para Carmen Villoro: “La poesía de Jorge Souza se inserta en una subjetividad cotidiana. El territorio principal donde acontece la vida es el cuerpo. Hay un diálogo interno que se extiende a las manos, se cuela por los párpados, se refugia en el vientre, se dilata en las venas. El ritmo acompasado de los versos es un eco de latidos pausados solo en instantes interrumpido por el incendio”.
•	“El silencio dejó de ser el humo de la palabra en llamas. La piedra dejó de ser el rostro y se convierte aire. Ya tienes En las manos, la niebla de tu nombre, Jorge Souza. Puedes echarte a andar, pues te has nombrado (Lázaro) y te has reconocido, Jorge Souza”, dice de la poesía de Souza el poeta Luis Armenta Malpica. 
•	Para Juan Domingo Argüelles, “En la actual poesía jalisciense, Jorge Souza asoma como una voz muy digna de escucharse.

## Biografía
Nació el 30 de septiembre de 1950, en la Ciudad de Guadalajara, en México.
Estudió la Licenciatura en Filosofía en la Facultad de Filosofía y Letras de la Universidad de Guadalajara; la maestría en Lingüística Aplicada en la Universidad de Guadalajara y el Doctorado en Lingüística en la Universidad Nacional Autónoma de México. En la primera, participó en el grupo "Protoestesis", con Ricardo Yáñez, Carlos Prospero y Gilberto Meza, entre otros. De 1974 a 1977, perteneció al taller de poesía de Elías Nandino, donde, además, participaban Dante Medina y Ricardo Castillo.
Ha sido director de varios diarios impresos, entre los cuales destacan: Vallarta Opina (1982-1985), Diario de la Bahía (1986-1989), Tiempo de Jalisco (1990-1992) y Nayarit Opina (1994-1996); así como editor de Siglo 21 (1996-1997),  Público y Milenio (2001-2004).
Ha ocupado cargos oficiales relacionados con la cultura, entre ellos, los de director de Cultura de Puerto Vallarta, Jalisco, en dos ocasiones; coordinador de Espacios y Grupos Culturales de la Universidad de Guadalajara, y director de Literatura de la Secretaría de Cultura de Jalisco de 2004 a 2014.

## Premios
Premios literarios por su poesía: 
-Premio Jalisco en Letras 2015
-Premio de la Organización Cultural y Artística de Jalisco
-Premio de la Asociación de Cronistas de Jalisco.
Asimismo, obtuvo en dos ocasiones el Premio Nacional de Poesía Amado Nervo (1995 y 1998). 
Fue becario del Consejo Estatal para la Cultura y las Artes (1996, 2000, 2015) en la categoría de Creadores con Trayectoria. Ha sido miembro del Consejo Estatal para la Cultura y las Artes de Jalisco en dos ocasiones (1992-1994 y 2015-2016), así como miembro de la Comisión Intersecretarial para el Estudio Superior de las Artes de Jalisco, la Comisión de Salvaguarda del Patrimonio Cultural Intangible de Jalisco, el Seminario de Cultura Mexicana, capítulo Guadalajara, la Sociedad de Geografía y Estadística y UC Mexicanistas, entre otras instituciones culturales y literarias.

## Radio
- 1979: Creó los primeros noticiarios radiofónicos en Puerto Vallarta, en Radio Paraíso y los dirigió durante varios años.
- 1990 - 1993: Escribió la sección editorial "La otra cara de la moneda", en los noticiarios de Radio Universidad de Guadalajara.
- 2003 - 2005: Condujo el programa "Paralelo 21", al lado de Carlos Ramírez Powell y Paulina Castro, en Radio Universidad de Guadalajara
- 2009 - 2013: Codirigió "Las ruecas del tiempo. Poesía para destejer la memoria", con Raúl Bañuelos, Lizy Turra y Zelene Bueno.
- 2017 - 2020: Dirigió el programa cultural "Ahuehuete", con Carlos Prospero y Sofía Cham en XEJB.

## Prensa
Fue corresponsal de El Informador  en Puerto Vallarta de 1977 a 1983.
Ha sido columnista de los diarios Siglo 21 (La Feria), Público, (La feria y La isla en la niebla), Milenio (La Feria) y La Jornada (La Feria), entre otros; así como editorialista y colaborador de una decena más.
Desde 2018 escribe la columna La Feria, sobre temas literarios, en el diario Milenio, de Jalisco.
- 1977 - 1983: Editor - Cuaderno de poesía La rana sana (Guadalajara y Puerto Vallarta)
- 1980 - 1985: Director - Vallarta Opina (Puerto Vallarta)
- 1985 - 1988: Director - Diario de la bahía (Puerto Vallarta)
- 1990 - 1993: Director - Tiempo de Jalisco (Guadalajara)
- 1994 - 1996: Fundador y Director - Nayarit Opina (Tepic)
- 1996 - 1997: Editor - Siglo 21 (Guadalajara)
- 2001 - 2004: Editor - Público, Grupo Milenio - (Guadalajara)

## Cargos oficiales relacionados con la cultura
- 1981-1986: Director de Cultura de Puerto Vallarta, Jalisco.
- 1990-1994: Coordinador de grupos y espacios culturales de la Universidad de Guadalajara.
- 1992-1994: Miembro del Consejo Estatal para la Cultura y las Artes de Jalisco.[3]
- 2004 - 2014:  Director de Literatura en la Secretaría de Cultura de Jalisco.
- 2018: Coordinador del Centro de Investigaciones Filológicas de la Universidad de Guadalajara.
- Enero 2021: Presidente del Seminario de Cultura Mexicana.

## Obra
Es autor de 16 títulos de poesía propia y catorce antologías de poesía de diversos autores y países. Ha publicado ensayos literarios en una decena de libros colectivos. 
Es autor de más de mil artículos sobre literatura en periódicos y revistas, principalmente de Guadalajara. Su obra ha sido recogida en una veintena de antologías. Poemas suyos han sido traducidos al francés, al rumano, al italiano y al inglés. 

### Del autor

#### Libros y plaquettes de poesía
- Tela de araña (plaquette, Cuaderno Breve, Guadalajara, 1985)
- Sabedores tristísimos de ningún remedio (Praxis Dosfilos, Zacatecas, 1993)
- Luz que no vuelve (FONCA, Tepic, 1995; Prisma, Puerto Vallarta, 1999)
- Saliva de qué dioses (Secretaría de Cultura de Jalisco, Guadalajara, 1999)
- En las manos la niebla (Mantis editores, Guadalajara, 1999; Ayuntamiento de Ciudad del Carmen, Campeche, 2000). Prólogo de Hugo Gutiérrez Vega
- Chifrees du feu/Cifras de fuego Edición bilingüe francés- español Ecrits de Forgues/ Mantis editores, (Quebec/Guadalajara, 2000)
- Ceniza a la que no renuncio (Monte Carmelo, Comancalco, 2003)
- Ojos de Ágata (plaquette, Barcelona, 2005)
- Piedra, Tierra y Sol. Poesía de Jorge Souza, fotografías de Gilberto Larios. (Secretaría de Cultura de Jalisco, Guadalajara, 2006)
- Remedio para Heridas sin Remedio (Universidad Veracruzana, Xalapa, 2006). Prólogo de Eduardo Langagne
- En la línea de juego (o en qué quedamos Terminator) (Puertas al mar, Málaga, 2007)
- Sólo tu desnudez vence la muerte (La Musa Enferma, Guadalajara, 2009)
- Jalisco desde el cielo, Poesía de Jorge Souza, fotografías de Gilberto Larios. (Secretaría de Cultura de Jalisco, Guadalajara, 2011)
- Sólo tu desnudez vence la muerte (La Zonámbula, Guadalajara, 2015)
- En la línea de juego (La otra. Colección Temblor de Cielo, México, 2015)
- Hacia la otra orilla edición bilingüe rumano/español (PoeMondia/Cronedit/Mantis editores, Iasi, Rumania/Guadalajara, 2017)

### Ensayos y antologías
Compilador de las siguientes antologías y libros de ensayos:
- Heridos por la luz. Muestra de poesía cubana contemporánea (Guadalajara, 2002)
- Poesía Viva de Jalisco. Antología de la poesía jalisciense contemporánea. Prólogo y selección de Raúl Bañuelos, Dante Medina y Jorge Souza (Guadalajara, 2004)
- He decidido seguir viviendo. Muestra bilingüe de poesía catalana contemporánea. Autores nacidos a partir de 1939. Selección, traducción y prólogo de José Bru y Jorge Souza. (Guadalajara, 2004)
- 101 poetas, 101 pintores. (Selección de Raúl Bañuelos, José Bru, Dante Medina y Jorge Souza) (Guadalajara, 2007)
- Polvo nuevo de la palabra antigua. Antología de la poesía de Hugo Gutiérrez Vega. (Guadalajara, 2009)
- El agua pasa pero el cauce queda. Antología de la poesía de Ernesto Flores. (Tepic-Guadalajara 2009)
- Poesía Insurgente de México. 1810-1910. Selección, prólogo y notas de Raúl Bañuelos y Jorge Souza (Guadalajara, 2010)
- El fulgor y la flama. Estudios sobre escritores jaliscienses", coord. Jorge Souza Jauffred. (Secretaría de Cultura de Jalisco, 2016).
- Poesía selecta. Amado Nervo. Selección y prólogo Jorge Souza. (Colección Hugo Gutiérrez Vega, Letras para Volar, Universidad de Guadalajara, 2016).
- Poesía selecta. Sor Juana Inés de la Cruz. Selección y prólogo Jorge Souza. (Colección Hugo Gutiérrez Vega, Letras para Volar, Universidad de Guadalajara, 2016).
- Poesía selecta. Antonio Machado. Selección y prólogo Jorge Souza. (Colección Hugo Gutiérrez Vega, Letras para Volar, Universidad de Guadalajara, 2017).
- Poesía selecta. Enrique González Martínez. Selección y prólogo Jorge Souza. (Colección Hugo Gutiérrez Vega, Letras para Volar, Universidad de Guadalajara, 2017).
- Amor que duras en los labios. Poemas en torno al amor. Selección y prólogo Jorge Souza. (Colección Hugo Gutiérrez Vega, Letras para Volar, Universidad de Guadalajara, 2018).
- Herido corazón. Selección de poemas en torno al desamor. Selección y prólogo Jorge Souza. (Colección Hugo Gutiérrez Vega, Letras para Volar, Universidad de Guadalajara, 2018).
- Escenario abierto. Poemas en torno a la ciudad. Selección y prólogo Jorge Souza. (Colección Hugo Gutiérrez Vega, Letras para Volar, Universidad de Guadalajara, 2019)